# Graveyard of Honor
Pour plus de détails, voir Fiche technique et Distribution.
Graveyard of Honor (新・仁義の墓場, Shin jingi no hakaba) est un film japonais de yakuza réalisé par Takashi Miike et sorti en 2002. Il s'agit d'un remake du film homonyme de Kinji Fukasaku sorti en 1975.

## Synopsis
Un barman sauve le chef d'un clan yakuza et rejoint son organisation.

## Fiche technique
- Titre : Graveyard of Honor
- Titre original : 新・仁義の墓場 (Shin jingi no hakaba?)
- Réalisation : Takashi Miike
- Scénario : Shigenori Takechi, d'après un roman de Gorō Fujita
- Production
  - Shigeji Maeda : producteur
  - Kazuyuki Yokoyama : producteur
  - Hitoki Ōkoshi : producteur exécutif
  - Michinao Kai : assistant producteur
  - Mitsuru Kurosawa : producteur délégué
  - Tsutomu Tsuchikawa : producteur délégué à Daiei
- Musique : Kōji Endō
- Directeur de la photographie : Hideo Yamamoto
- Montage : Yasushi Shimamura
- Pays d'origine :  Japon
- Durée : 131 minutes
- Dates de sortie :
  -  Japon : 22 juin 2002

## Distribution
- Narimi Arimori : Chieko Kikuta
- Yoshiyuki Daichi : Yoshiyuki Ooshita
- Hirotaro Honda : gardien de prison
- Harumi Inoue : Yōko Imamura
- Renji Ishibashi : Denji Yukawa
- Gorō Kishitani : Rikuo Ishimatsu
- Takashi Miike : restaurant Gunman
- Ryōsuke Miki : Kōzō Imamura
- Yasukaze Motomiya : Kanemoto
- Mikio Ōsawa : Masato Yoshikawa
- Daisuke Ryu : Tadaaki Kuze
- Harumi Sone : Ryuuzō Fukui
- Shun Sugata (en) : Toshi Nishizaki
- Tetsurō Tanba : Tetsuji Tokura
- Yoshiyuki Yamaguchi : Shigeru Hashida
- Shingo Yamashiro : Shinobu Sawada
- Shinji Yamashita : Masaru Narimura
- Rikiya Yasuoka : Aoyama